# Rothschildia campuzani
Rothschildia campuzani är en fjärilsart som beskrevs av De la Rocha. 1870. Rothschildia campuzani ingår i släktet Rothschildia och familjen påfågelsspinnare. Inga underarter finns listade.